# 採訪処置使
採訪処置使（さいほうしょちし）は、中国の唐代の官職である。地方に常駐して州県の行政を監察する。採訪使と略称される。

## 概要
唐の開元20年（732年）に、それまで10道に区分されていた唐の治下の諸地方を、15道に区分し直し、各道に採訪処置使を設置した。それ以前、中宗期に10道に分割した時には、巡察使が置かれていた。
その職掌は、漢代の州刺史に相当する。よって、京畿道採訪使は、漢の司隷校尉に当たる。
その治所は、管轄下の州の中で、最重要の州に設置された。その後、その職掌は、次第に民政に重点が置かれるようになった。粛宗期以降、名称が観察使と改められ、また、天下は40余道に分割された。よって、領域の広大な道では10州余り、狭いところでも2・3州を管轄とした。
また、観察使より大なるものが節度使となるが、本来の節度使は武官であるため、文官としての観察使を兼務することとなった。

## 関連文献
- 鄭 炳俊「唐代の観察処置使について : 藩鎮体制の一考察」『史林』第77巻第5号、史学研究会、1994年9月、43-48頁、CRID 1390009224846343936、doi:10.14989/shirin_77_706、ISSN 0386-9369。 ※第1節「律令支配の破綻と地方使職の発達」参照。